# Детский переулок (Санкт-Петербург)
Де́тский переулок — переулок в Московском районе Санкт-Петербурга. Проходит от Московского проспекта до Варшавской линии Октябрьской железной дороги.

## История
Название Детский переулок известно с 1939 года, дано по находящимся в переулке детским учреждениям.
В створе Детского переулка над Варшавской железнодорожной линией был переброшен Ташкентский путепровод.

## Достопримечательности
- УМВД России по Московскому району г. Санкт-Петербурга (дом 1/95)
- Восстановительный центр для детей с аллергическими заболеваниями (дом 3)
- КВД № 2 Московского района
- ПНД 8. Дневной стационар и отделение реабилитации (дом 4)